# قبيلة الشباز
قبيلة الشباز حسب زعم جماعة أمة الإسلام هي أمة قديمة سوداء البشرة هاجرت إلى أفريقيا الوسطى تحت زعامة قائد يدعى شباز. يتواجد مفهموم قبيلة الشباز بشكل أساسي في كتابات والاس فرض محمد وإليجا محمد. ووفقاً للسيرة الذاتية لمالكوم إكس، فإن جميع الأعراق ما عدا العرق الأبيض تتفرع من قبيلة الشباز.
وفقاً لأمة الإسلام، كانت قبيلة الشباز القبيلة الوحيدة الناجية من ثلاثة عشر قبيلة عاشت على الأرض قبل 66 ترليون عاماً. هلكت القبائل الأخرى بعد أن فجّر عالم خسيس الكوكب وتسبب بانشطار القمر. هاجرت قبيلة الشباز إلى وادي النيل الغني في مصر ومدينة مكة في موقعها الحالي في السعودية.
كانت الشباز أمة متطورة تقنياً، لكن هناك فرقة هاجرت تحت قيادة شباز إلى المناطق التي لم تطأها قدم إنسان في وسط أفريقيا لأنه أراد أن يزيدهم صلابة. ثم تطورت ملامحهم إلى ملامح زنجية حسب خطاب مالكوم إكس عام 1962:
أراد أن يخضع الشعب لنمط حياة يجعلهم أقوياء وصلبين لكن العلماء الآخرن يم يوافقوه الرأي. فأخذ العالم المدعو شباز أسرته وتجول في أدغال أفريقيا. قبل ذلك الوقت لم يقطن أحد الأدغال. كان شعبنا غضاً، كان أسود اللون لكن كان غضّاً وطرياً وناعماً. كان شعرهم أملساً. هنا على هذه الأرض يمكن أن نجد بعضهم ويبدون تماماً كذلك، فهم سود البشرة كالليل لكن شعرهم كالحرير. كان لكل شعبنا شعر مثل هذا في الأصل. لكن هذا العالم أخذ أسرته إلى أدغال أفريقيا حيث كان للعيش في الهواء الطلق وحياة الأدغال وأكل كل أنواع الطعام تأثير على مظهر شعبنا، وأصبح شعرنا قاسياً كما هو اليوم بفعل العيش في المناخ الصعب.
كان عالم اسمه يعقوب فرداً من الفرع المكي للقبيلة، ووفقاً لفرض فإنه كان مُنشأ العرق الأبيض. يقال إن قبيلة الشباز قد وصلت لأوجها قرابة العام 4084 قبل الميلاد.

## التسمية
من الممكن أن أصل الاسم يعود للكلمة العربية «شعب» و«عزّ» بمعنى مجيد أوعظيم.
لكن هناك احتمال بأن الاسم مشتق من أصول هندو- أوروبية لأن هناك اسم مشابه باللغة الفارسية «شهباز» ويعني «الصقر الملكي» أو «النسر الملكي» (وهو ترخيم لكلمة شاه بمعنى «ملك» وباز بمعنى «صقر أو نسر»). وهو اسم شائع بين المسلمين البوسنيين والأتراك والهنود والباكستان. شاه باللغة الفارسية القديمة   بمعنى ملك مشتقة من الكلمة الهندو-إيرانية البدائية «كساياتي» بمعنى «هو يسيطر»، وأخيراً من كلمة «تكيه» الهندو-أوروبية البدائية بمعنى «يحكم، يسيطر على الأرض» (اليونانية كتاومي بمعنى «يحصل على، يضم»، السنسكريتية شاتر بمعنى «السيادة». وكلمة «باز» مشتقة بدورها من كلمة «فاج» في اللغة الفارسية المتوسطة.
استخدم مالكوم إكس اسم عائلة شباز منذ عام 1949 لأنه اعتبر نفسه سليل هذه القبيلة. استخدم أفراد عائلته الاسم أيضاً، كما تبناه أشخاص آخرون.
وفقاً لكارل إيفانز مؤلف «عامل يهوذا: مؤامرة قتل مالكوم إكس» (1992)، و«الرسول: قيام وسقوط إلايجا محمد» (1999)، فإن والاس فرض قدم اسم الشباز لعقيدة أمة الإسلام لأنه ولد في أفغانستنان في بلدة شنكاي في مقاطعة زابل، بحسب معلومات وردت في بطاقة استدعائه للخدمة في الحرب العالمية الأولى. فرض اسم شائع في هذه المنطقة بلفظ مختلف. قلات هي عاصمة منطقة زابل. قام شهباز وفرض بتسمية شقيق إلايجا محمد «قلات محمد» عندما أصبح زعيماً في منظمة أمة الإسلام. معبد قالاندار _الذي سمي على اسم المتصوف لال شهباز قالاندار_ يقع بالقرب من مسقط رأس فرض.
إن ضريح لال شهباز قالاندار (المكان الذي دفن فيه) هو مسجد في سيهوان في الباكستان. شهباز اسم شائع في الباكستان. في كتاب «الرسول» تنبأ إيفانز أن فرض كان ابن زاريد فرض، وهو ماوري عاش في الباكستان. ويدعي إيفانز أن والدة فرض كانت نيوزلندية من أصل قوقازي اسمها بياتريس دود.